# Окессон, Йимми
Пер Йи́мми О́кессон (швед. Per Jimmie Åkesson; род. 17 мая 1979, Иветофта, лен Кристианстад, Швеция) — шведский политик, председатель партии Шведские демократы с 7 мая 2005 года и член шведского риксдага с 4 октября 2010 года.

## Биография
Йимми Окессон вырос в Сёльвесборге — городе на юге Швеции. В автобиографии Satis Polito он пишет, что прежде, чем вступить в 1995 году в партию Шведские демократы, состоял в молодёжном отделении Умеренной коалиционной партии. Согласно Йимми, поменять партию его побудили разногласия с позицией партии по вопросу членства Швеции в ЕС.